# NGC 6542
NGC 6542 é uma galáxia espiral (S0-a) localizada na direcção da constelação de Draco. Possui uma declinação de +61° 21' 32" e uma ascensão recta de 17 horas, 59 minutos e 39,0 segundos.
A galáxia NGC 6542 foi descoberta em 22 de Julho de 1886 por Lewis A. Swift.